# Daikansjön
Daikansjön är en sjö i Storumans kommun och Vilhelmina kommun i Lappland och ingår i Ångermanälvens huvudavrinningsområde. Sjön har en area på 3,13 kvadratkilometer och ligger 498 meter över havet. Sjön avvattnas av vattendraget Daikanbäcken.

## Delavrinningsområde
Daikansjön ingår i det delavrinningsområde (723966-151811) som SMHI kallar för Utloppet av Daikansjön. Medelhöjden är 554 meter över havet och ytan är 25,14 kvadratkilometer. Räknas de 5 avrinningsområdena uppströms in blir den ackumulerade arean 69,23 kvadratkilometer. Daikanbäcken som avvattnar avrinningsområdet har biflödesordning 3, vilket innebär att vattnet flödar genom totalt 3 vattendrag innan det når havet efter 387 kilometer. Avrinningsområdet består mestadels av skog (66 procent) och sankmarker (12 procent). Avrinningsområdet har 3,14 kvadratkilometer vattenytor vilket ger det en sjöprocent på 12,5 procent.